# Febe de Cèncrees
Febe de Cèncrees (Grec koiné Φοίβη) va ser una dona cristiana del segle I esmentada per Pau Apòstol en la seva Carta als Romans, versos 16:1-2. Va ser una dona notable en l'església de Cèncrees, a qui Pau va encarregar la transmissió de la seva carta als Romans. En escriure a l'església que segurament es reuní a casa seva, Pau es refereix a ella en dues ocasions com a diaca i com ajudant o patrona de molts. És l'únic lloc del Nou Testament on una dona rep específicament aquestes dues distincions. Pau presenta a Febe com el seu emissari a l'església de Roma, i, com que no la coneixien, Pau els proporciona les seves credencials.
El caràcter excepcional de Febe, a qui es presenta com a diaca i prostata (patrona) -que s'hauria de valorar molt "per la feina que fa"-, podria haver estat la raó per la qual Pau la va enviar a Roma a lliurar la carta. Al referir-se a Febe com una prostata, Pau reclama per a ella l'atenció i el respecte dels líders de l'església de Roma, de la mateixa manera com fa amb altres dones com Prisca/(Priscilla), Maria, Junia, i Tryphena, Tryphosa i Persis.
| «                          | Us recomano la nostra germana Febe, diaconessa de l'església que és a Cèncrees. Acolliu-la en el nom del Senyor, com correspon als qui són del poble sant, i ajudeu-la en tot el que necessiti de vosaltres, que ella també n'ha ajudat molts, entre els quals em compto jo mateix. | » |
| — Carta als Romans, 16:1-2 | |   |